# پریش اونجلین (لوئیزیانا)
اونجلین پریش (به انگلیسی: Evangeline Parish) یک قصبه در ایالات متحده آمریکا است که در لوئیزیانا واقع شده‌است.

## خصوصیات
اونجلین پریش ۱٬۷۶۱٫۲ کیلومترمربع مساحت دارد.